# Waimate Channel
Der Waimate Channel ist eine Wasserstraße im Hauraki Gulf im Norden der Nordinsel von Neuseeland.

## Geographie
Der Waimate Channel befindet sich westlich der Coromandel Peninsula, zwischen den Inseln Waimate Island im Norden und Motutapere Island im Süden. Die engste Stelle des Waimate Channel beträgt zwischen diesen Inseln rund 800 m. Die Länge des Channels kann mit rund 2,5 km nur geschätzt werden.
Der Waimate Channel verbindet den offenen Seebereich des Hauraki Gulf mit dem östlichen, zwischen den Inseln und der Westküste der Coromandel Peninsula liegenden Gewässer.